# Arquebisbat de Vercelli

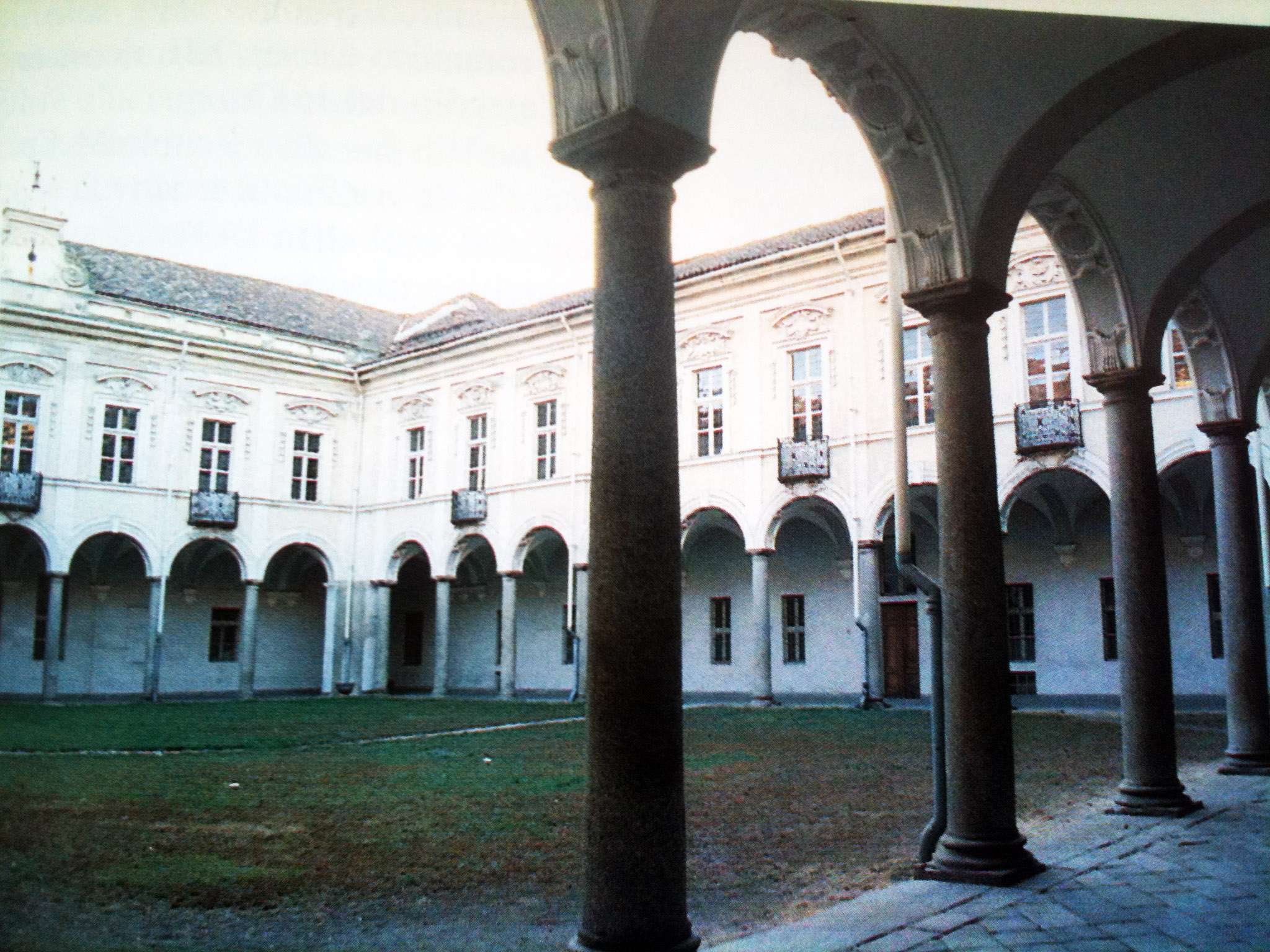
El seminari arxiepiscopal de Vercelli.

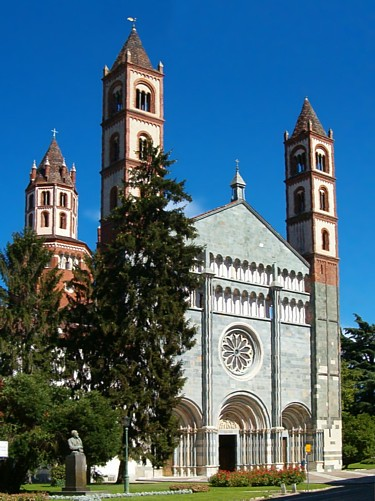
La basílica de Sant'Andrea.

L'arquebisbat de Vercelli (italià: arcidiocesi di Vercelli; llatí: Archidioecesis Vercellensis) és una seu metropolitana de l'Església catòlica, que pertany a la regió eclesiàstica Piemont. El 2010 tenia 178.300 batejats d'un total de 183.400 habitants. Actualment està regida per l'arquebisbe Marco Arnolfo.

## Territori
L'arxidiòcesi comprèn la província homònima, a exclusió de Valsesia, que pertany a la diòcesi de Novara; i de Carisio, que pertany a la de Biella. La diòcesi també comprèn alguns municipis de les províncies de Biella (Ailoche, Brusnengo, Caprile, Castelletto Cervo, Crevacuore, Curino, Masserano, Sostegno i Villa del Bosco), de Novara (Biandrate, Casalbeltrame, Casaleggio Novara, Landiona, Recetto San Nazzaro Sesia, Vicolungo i Vinzaglio) i de Pavia (Candia Lomellina, Castelnovetto, Confienza, Cozzo, Langosco, Palestro, Robbio). A la província d'Alessandria ocupa dues parròquies al municipi de Morano sul Po.
Limita al nord amb les diòcesis de Novara i de Biella, a l'est limita amb les diòcesis de Novara i de Vigevano, al sud amb la de Casale Monferrato i a l'oest amb la d'Ivrea.
El territori s'estén sobre 1.658 km², i està dividit en 117 parròquies agrupades en 6 vicariats (Vercelli, Buronzo-Arborio, Gattinara-Serravalle-Sostegno, Robbio-Biandrate, Santhià i Trino).
La seu arxiepiscopal és la ciutat de Vercelli, on es troba la Catedral Metropolitana de Sant Eusebi

## Història
La diòcesi de Vercelli va ser erigida al segle iii. Originalment era sufragània de l'arxidiòcesi de Milà.
Fins al segle xviii a la catedral de Vercelli es podien admirar les pintures, acompanyades dels noms dels primers quaranta bisbes de la diòcesi, en ordre cronològic des d'Eusebi fins a Nottingo al segle ix.
La diòcesi va adoptar l'antic ritus eusebià fins al 1575, quan va passar al ritu romà.
Durant l'alta edat mitjana el territori de la diòcesi era molt gran i incloïa Biella, Casale Monferrato i part de la Lomellina fins a Robbio. Va rebre de Carlemany nombrosos drets i privilegis, la qual cosa podria traduir-se l'inici del poder temporal. El 912 el Papa Anastasi III va concedir al bisbe Regembert l'ús del pal·li.
El 1014 els bisbes de Vercelli rebre grans donacions de l'emperador Enric II.
El 1148 el Papa Eugeni II, que passava per Vercelli de retorn d'un viatge a França, consagrà personalment l'església de Santa Maria la Major, en presència de Sant Bernat de Claravall.
En 1160 el bisbe Uguccione erigí a Biella el castell del Piazzo, origen de la vila medieval.
A principis del segle xiii, el bisbe sant Albert Avogadro va obtenir per a síi i els seus successors l'ús de porpra, usualment reservada per als cardenals, en alguns dies de l'any, un dret que encara tenen els arquebisbes de Vercelli, però dins dels límits de la mateixa seu.
En 1220 el cardenal Guala Bicchieri, de Vercelli, va fundar el monestir de Sant Andreu, proper a l'església homònima, a costa del rei d'Anglaterra, Enric II, com un acte d'expiació per l'assassinat del sant bisbe Tomàs de Canterbury.
Als anys trenta del segle xiii, el bisbe Jacopo es va veure forçat a marxar a l'exili per la facció Gibelina i es va refugiar al castell de Santhià.
Va ser el Papa Bonifaci VIII qui es va apropiar per a la Santa Seu del dret de triar al bisbe, exercida pels canonges. No obstant aquesta disposició, aprovà l'elecció feta pel capítol de Raniero Avogadro, que 23 de març de 1307, armes en mà, van derrotar l'heretge Dulcino i la seva secta.
ser El bisbe Lombardino de la Torre també va haver d'exiliar-se, aquesta vegada a Biella, abans de mitjan segle xiv, havent estat rebutjat per la facció cismàtica seguidorade Luis el Bavarès. Durant el mateix període Vercelli va quedar sota el control dels Visconti. A la segona meitat del segle i el començament del següent, Vercelli patí molt a causa de les diferències entre els partidaris dels diferents papes. Dos bisbes es van adherir als cismàtics i van ser privats de la seu.
En 1427 Vercelli va convertir en un domini de la Casa de Savoia, situat a la frontera oriental de l'estat, marcat fins al 1734 al riu Sesia.
El 18 d'abril de 1474 va donar una part del seu territori per a la creació de la diòcesi de Casale Monferrato. L'1 de juny de 1772 va donar una altra porció del seu territori per a la creació de la diòcesi de Biella, que va ser abolida després durant el període napoleònic entre 1803 i 1817, tornant a ser inclosos en la diòcesi de Vercelli.
El 1803 Vercelli va esdevenir part de la província eclesiàstica de l'arxidiòcesi de Torí. El 17 de juliol de 1817 va ser elevada al rang d'arxidiòcesi metropolitana mitjançant la butlla Beati Petri del Papa Pius VII, i tenia com sufragànies Alessandria, Biella i Casale Monferrato. Ja originalment era part del projecte Pius VII per afegir a la sufragànies les seus de Novara i de Vigevano, fet que va tenir lloc el 26 de novembre del mateix any.
La diòcesi de Vigevano va esdevenir part de la província eclesiàstica de l'arxidiòcesi de Milà el 17 de juliol de 1974.
Són originàries de l'arxidiòcesi de Vercelli les Germanes de Santa Maria de Loreto, sorgides a Saluggia el 1891, i les Filles de Sant Eusebi, establertes el 1899 per ajudar els discapacitats.

## Episcopologi
- San Sabinià (?) †
- San Marciae (?) †
- San Teonest (?) †[1]
- San Eusebi † (inicis de 354 - vers 371 mort)
- San Limeni † (inicis de 374 - finals de 381)
- Sant'Onorato † (vers 396 - finals de 397)[2]
- San Discolio † (415 - ?)[3]
- SanAlbino † (435 - 1 de març de 451 mort)[4]
- San Justinià † (451 - 468)[5]
- Anònim †
- San Simplicio o Simpliciano † (470)[6]
- Massimiano †
- Sant'Emiliano I † (501 - 506 mort)
- Anònim †[7]
- Eusebio II † (520 -?)
- San Costanzo † (530 -?)
- San Flaviano † (541 - ?)[8]
- San Vedasto † (vers 553 - ?)[9]
- Tiberio † (vers 571 - ?)
- Anònim †[10]
- Berardo † (vers 589)
- San Filosofo † (vers 600 - 9 de novembre de 618 mort)
- San Bonoso † (vers 617 - 626)[11]
- Anònim †
- San Cirillo † (638 - ?)
- San Damiano † (652 - ?)
- Anònim †
- Anònim †[12]
- San Celso † (? - 13 d'abril de 665 mort)
- Teodoro † (inicis de 679 - finals de 680)
- Magnezio † (vers 690)
- Emiliano III † (citat el 707)
- Rodolfo †
- Sigfrido †
- Pellegrino †[13]
- Crisanto † (vers 776)
- Baringo, O.S.B. † (vers 783)
- Giso † (vers 790)
- Cuniberto † (vers 795)
- Sant'Albino II † (vers 800 - vers 826 mort)
- Auterico † (827 - ?)
- Nottingo † (citat el 830)[14]
- Luviduardo † (citat el 841)
- Norgaudo † (citat el 844)
- Adalgaudo † (inicis de 864 - 879 mort)
- Consperto † (879 - 879 o 880)
- Liutvardo † (inicis de juny de 880 - març de 901)
- Sebastiano † (de març de 901 - ?)
- Regenberto † (vers 904 - 12 de març de 924)
- Atto II † (924 - 960 o 961 mort)
- Ingone † (961 - 9 de desembre de 977 mort)
- Pietro † (978 - 997)
- Reginfredo † (997 - 997)
- Leone di Vercelli † (999 - finals de 1024)
- Arderico † (inicis de 1027 - vers 1044 mort)
- Gregorio † (1044 - vers 1077 mort)
  - Wennerico † (vers 1077 - 1082 o 1083 mort) (cismàtic)
- Regennerio o Reinerio † (inicis de juliol de 1083 - 1089 mort)
- Gisolfo † (citat el 1108)
- Gregorio II †
- Sigifredo † (inicis de 1110 - finals de 1117)
- Anselmo † (inicis de 1124 - finals de 1132)
- Azzone † (1135 - 1135 mort)[15]
- Gisolfo II † (1135 - finals de 1148)
- Uguccione † (1150 - 28 de novembre de 1170 mort)
  - Aimone † (citat el 1165) (antibisbe)
- Guala Bondano † (1170 - 1182 dimití)
- Uberto Crivelli † (1182 - 9 de maig de 1185 nomenat arquebisbe de Milà i després elegit papa amb el nom d'Urbà III)
- Sant'Alberto Avogadro † (1185 - 1205 nomenat patriarca de Jerusalem)
- Lotario Rosario † (1205 - d'abril de 1208 nomenat arquebisbe de Pisa)
- Aliprando † (1208 - 26 de setembre de 1213 mort)
- Guglielmo † (1213 - 1213 mort)
- Ugo di Sessa † (de novembre de 1213 - 4 de novembre de 1235 mort)
- Jacopo Carnario Vialardi † (1235 ? - 15 de febrer de 1241 mort)
  - Sede vacante (1241-1244)
- Martino Avogadro di Quaregna † (1244 - juliol de 1268 mort)
  - Sede vacante (1268-1273)
- Aimone di Challant † (21 de desembre de 1273 - 19 de juny de 1303 mort)
- Raniero Avogadro † (3 d'agost de 1303 - 19 de novembre de 1310 mort)
- Uberto Avogadro † (vers 1310 - 1328 mort)
- Lombardo della Torre † (16 de desembre de 1328 - 9 d'abril de 1343 mort)
  - Teodorico † (18 de gener de 1329 - ?) (antibisbe)
- Emanuele Fieschi † (16 de juny de 1343 - 1347 mort)
- Giovanni Fieschi † (12 de gener de 1349 - 1384 mort)
  - Giacomo Cavalli † (1 de juny de 1379 - 1412 nomenat bisbe de Severino) (antibisbe)
  - Lodovico Fieschi † (1384[16] - 1406 deposat) (administrador apostòlic)
- Matteo Gisalberti † (31 de març de 1406 - 1412 deposat)
- Ibleto Fieschi † (26 d'agost de 1412 - 1437 mort)
- Guglielmo Didier † (17 de maig de 1437 - 1452 dimití)
- Giovanni Giliaco † (2 d'octubre de 1452 - 26 de maig de 1455 mort)
- Giorgio Giliaco † (28 de maig de 1455 - 1458 mort)
- Amedeo Nori † (17 de març de 1459 - 1469 mort)
- Urbano Bonivardo, O.S.B. † (14 de juliol de 1469 - 16 de juliol de 1499 mort)
- Giovanni Stefano Ferrero † (16 de juliol de 1499 succeduto - 24 de gener de 1502 nomenat bisbe de Bolonya)
- Giuliano della Rovere † (24 de gener de 1502 - 1 de novembre de 1503 elegit papa amb el nom de Juli II)
  - Giovanni Stefano Ferrero † (1 de novembre de 1503 - 5 de novembre de 1509 nomenat administrador apostòlic d'Ivrea) (per segon cop, administrador apostòlic)
- Bonifacio Ferrero † (5 de novembre de 1509 - 17 de setembre de 1511 nomenat bisbe d'Ivrea)
- Agostino Ferrero † (17 de setembre de 1511 - 1 de setembre de 1536 mort)
  - Bonifacio Ferrero † (1 de setembre de 1536 - 20 de desembre de 1536 dimití) (per la seconda volta, administrador apostòlic)
- Pier Francesco Ferrero † (20 de desembre de 1536 - 2 de març de 1562 dimití)
- Guido Luca Ferrero † (2 de març de 1562 - 17 d'octubre de 1572 dimití)
- Giovanni Francesco Bonomigni o Bonomo † (17 d'octubre de 1572 - 26 de febrer de 1587 mort)
- Costanzo Torri da Sarnano, O.F.M.Conv. † (6 d'abril de 1587 - 29 de maig de 1589 dimití)
- Corrado Asinari † (29 de maig de 1589 - 1590 mort)
- Marcantonio Visia † (13 d'agost de 1590 - 1599 dimití)
- Giovanni Stefano Ferrero, O.Cist. † (29 de març de 1599 - 21 de setembre de 1610 mort)
- Giacomo Goria † (17 d'agost de 1611 - 3 de gener de 1648 mort)
  - Sede vacante (1648-1660)
- Gerolamo della Rovere † (5 de maig de 1660 - maig de 1662 mort)
- Michelangelo Broglia † (30 de juliol de 1663 - maig de 1679 mort)
- Vittorio Agostino Ripa † (27 de novembre de 1679 - 4 de novembre de 1691 mort)
- Gian Giuseppe Maria Orsini, C.R.L. † (24 de març de 1692 - d'agost de 1694 mort)
  - Sede vacante (1694-1697)
- Giuseppe Antonio Bertodano † (3 de juny de 1697 - 4 de maig de 1700 mort)
  - Sede vacante (1700-1727)
- Gerolamo Francesco Malpasciuto † (30 de juliol de 1727 - 9 d'agost de 1728 mort)
- Carlo Vincenzo Maria Ferreri Thaon, O.P. † (23 de desembre de 1729 - 9 de desembre de 1742 mort)
- Gian Pietro Solaro † (15 de juliol de 1743 - gener de 1768 mort)
- Vittorio Maria Baldassare Gaetano Costa d'Arignano † (11 de setembre de 1769 - 28 de setembre de 1778 nomenat arquebisbe de Torí)
- Carlo Giuseppe Filippa della Martiniana † (12 de juliol de 1779 - 7 de desembre de 1802 mort)
  - Sede vacante (1802-1805)
- Giovanni Battista Canaveri, C.O. † (1 de febrer de 1805 - 11 de gener de 1811 mort)
  - Sede vacante (1811-1817)
- Giuseppe Maria Pietro Grimaldi † (1 d'octubre de 1817 - 1 de gener de 1830 mort)
- Alessandro d'Angennes † (24 de febrer de 1832 - 8 de maig de 1869 mort)
- Celestino Matteo Fissore † (27 d'octubre de 1871 - 5 d'abril de 1889 mort)
- Carlo Pampirio, O.P. † (24 de maig de 1889 - 26 de desembre de 1904 mort)
- Teodoro Valfrè di Bonzo † (27 de març de 1905 - 13 de setembre de 1916 nomenat nunci apostòlic a Àustria)
- Giovanni Gamberoni † (22 de març de 1917 - 17 de febrer de 1929 mort)
- Giacomo Montanelli † (17 de febrer de 1929 succeduto - 6 de maig de 1944 mort)
- Francesco Imberti † (10 d'octubre de 1945 - 5 de setembre de 1966 jubilat)
- Albino Mensa † (12 d'octubre de 1966 - 4 de juny de 1991 jubilat)
- Tarcisio Bertone, S.D.B. (4 de juny de 1991 - 13 de juny de 1995 nomenat secretari de la Congregació de la Doctrina de la Fe)
- Enrico Masseroni (10 de febrer de 1996 - 27 de febrer de 2014 jubilat)
- Marco Arnolfo, des del 27 de febrer de 2014

## Estadístiques
A finals del 2010, la diòcesi tenia 178.300 batejats sobre una població de 183.400 persones, equivalent al 97,2% del total.
| any  | població | població | població | sacerdots | sacerdots       | sacerdots       | sacerdots             | diaques | religiosos | religiosos | parroquies |
| ---- | -------- | -------- | -------- | --------- | --------------- | --------------- | --------------------- | ------- | ---------- | ---------- | ---------- |
| any  | batejats | total    | %        | total     | clergat secular | clergat regular | batejats por sacerdot | diaques | homes      | dones      |            |
| 1950 | 198.478  | 198.824  | 99,8     | 397       | 347             | 50              | 499                   |         | 86         | 955        | 139        |
| 1970 | 199.566  | 199.672  | 99,9     | 258       | 223             | 35              | 773                   |         | 68         | 821        | 143        |
| 1980 | 191.100  | 191.650  | 99,7     | 234       | 194             | 40              | 816                   | 1       | 70         | 797        | 147        |
| 1990 | 177.660  | 178.200  | 99,7     | 193       | 162             | 31              | 920                   | 8       | 53         | 582        | 117        |
| 1999 | 177.000  | 178.000  | 99,4     | 148       | 126             | 22              | 1.195                 | 10      | 31         | 485        | 117        |
| 2000 | 174.000  | 175.000  | 99,4     | 139       | 124             | 15              | 1.251                 | 11      | 25         | 477        | 117        |
| 2001 | 179.000  | 180.000  | 99,4     | 152       | 128             | 24              | 1.177                 | 11      | 29         | 470        | 117        |
| 2002 | 179.100  | 180.000  | 99,5     | 142       | 122             | 20              | 1.261                 | 11      | 30         | 472        | 117        |
| 2003 | 179.000  | 180.000  | 99,4     | 139       | 112             | 27              | 1.287                 | 10      | 31         | 358        | 117        |
| 2004 | 179.000  | 181.000  | 98,9     | 139       | 112             | 27              | 1.287                 | 10      | 31         | 351        | 118        |
| 2010 | 178.300  | 183.400  | 97,2     | 126       | 104             | 22              | 1.415                 | 10      | 26         | 284        | 117        |